# Sárkány Miklós
Sárkány Miklós (Budapest, 1908. augusztus 15. – Bécs, 1998. december 20.) kétszeres olimpiai bajnok vízilabdázó, szövetségi kapitány, edző.
1922-től a III. kerületi Torna és Vívó Egylet, 1938-tól az Újpesti TE úszója és vízilabdázója volt. Nemzetközi szintű eredményeit vízilabdában érte el. 1929-től 1939-ig hatvan alkalommal szerepelt a magyar válogatottban. 1932-ben, Los Angelesben és 1936-ban, Berlinben is tagja volt az olimpiai bajnokságot nyert magyar csapatnak.
A második világháború után, 1945-től 1947-ig a magyar vízilabda-válogatott szövetségi kapitánya lett. Irányítása alatt a magyar válogatott 1947-ben Európa-bajnoki 4. helyezést ért el. 1947-től 1958-ig az Újpestnél (UTE, Budapesti Dózsa, Újpesti Dózsa) volt edző. Csapata ötször (1948, 1950, 1951, 1952, 1955) nyert magyar bajnoki címet.
1958-ban a németországi Wuppertalban telepedett le. 1968 és 1973 között a Német Szövetségi Köztársaság vízilabda válogatottjának vezetőedzője volt. Ezután haláláig Bécsben élt.

## Sporteredményei
- kétszeres olimpiai bajnok (1932, 1936)
- háromszoros Európa-bajnok (1931, 1934, 1938)
- négyszeres Európa Kupa-győztes (1929, 1930, 1937, 1939)
- főiskolai világbajnok (1933)
- főiskolai világbajnoki 2. helyezett (1930)
- háromszoros magyar bajnok (1929, 1939, 1941)
- Magyar kupa-győztes (1925, 1927)